# Mark Giordano
Mark Giordano (né le 3 octobre 1983 à Toronto, dans la province de l'Ontario au Canada) est un joueur professionnel canadien de hockey sur glace.

## Biographie

### Jeunesse
Mark Giordano est né à Toronto, en Ontario, le 3 octobre 1983. Son père, Paul, est agent immobilier et sa mère, Anna, coiffeuse. Il est d'origine italienne. Giordano a une sœur aînée, Michelle, et une autre sœur aînée, Mia, qui est décédée dans un accident de voiture à l'âge de 14 ans. Il tape son casque deux fois avec son bâton à la fin des hymnes nationaux avant chaque match en hommage discret à sa sœur, dont la mort a eu un impact durable sur Giordano et sa famille et les a rapprochés.
Dans sa jeunesse, Giordano a joué au hockey et au baseball, mais s'est concentré sur le hockey alors que les exigences des deux sports augmentaient à son époque. Giordano a joué au hockey mineur sur glace à North York et a fréquenté la Chaminade College School. Il a participé au Tournoi international de hockey Pee-Wee de Québec en 1997 avec une équipe de Richmond Hill.

### Carrière en club
Défenseur à caractère offensif, il connut de très bonnes saisons juniors avant de joindre les Lock Monsters de Lowell lors de la saison 2004-2005 de la Ligue américaine de hockey. Après une bonne saison à Lowell, il joua ses premières parties dans la Ligue nationale de hockey avec les Flames de Calgary mais passa la majeure partie de la saison avec le club-école de ces derniers.
Pour la saison 2007-2008, il alla jouer pour le HK Dinamo Moscou en Russie. 
Le 11 octobre 2021, Giordano devient le tout premier capitaine de l'histoire de la franchise des Kraken de Seattle .
Le 20 mars 2022, il est échangé aux Maple Leafs de Toronto avec Colin Blackwell en retour de deux choix de 2e tour (2022 et 2023) et d'un choix de 3e tour en 2024.

### Carrière internationale
Il représente l'équipe du Canada au niveau international.

## Statistiques

### En club
| Saison     | Équipe                     | Ligue      |       | Saison régulière | Saison régulière | Saison régulière | Saison régulière | Saison régulière |   | Séries éliminatoires | Séries éliminatoires | Séries éliminatoires | Séries éliminatoires | Séries éliminatoires |
| Saison     | Équipe                     | Ligue      | PJ    | B                | A                | Pts              | Pun              | PJ               | B | A                    | Pts                  | Pun                  |                      |                      |
| 2001-2002  | Capitals de Brampton       | LHJPO      | 48    | 11               | 26               | 37               | 59               | -                | - | -                    | -                    | -                    |                      |                      |
| 2002-2003  | Attack d'Owen Sound        | LHO        | 68    | 18               | 30               | 48               | 109              | 4                | 1 | 3                    | 4                    | 2                    |                      |                      |
| 2003-2004  | Attack d'Owen Sound        | LHO        | 65    | 14               | 35               | 49               | 72               | 7                | 1 | 3                    | 4                    | 5                    |                      |                      |
| 2004-2005  | Lock Monsters de Lowell    | LAH        | 66    | 6                | 10               | 16               | 85               | 11               | 0 | 1                    | 1                    | 41                   |                      |                      |
| 2005-2006  | Ak-Sar-Ben Knights d'Omaha | LAH        | 73    | 16               | 42               | 58               | 141              | -                | - | -                    | -                    | -                    |                      |                      |
| 2005-2006  | Flames de Calgary          | LNH        | 7     | 0                | 1                | 1                | 8                | -                | - | -                    | -                    | -                    |                      |                      |
| 2006-2007  | Ak-Sar-Ben Knights d'Omaha | LAH        | 5     | 0                | 2                | 2                | 8                | 3                | 0 | 1                    | 1                    | 2                    |                      |                      |
| 2006-2007  | Flames de Calgary          | LNH        | 48    | 7                | 8                | 15               | 36               | 4                | 1 | 0                    | 1                    | 0                    |                      |                      |
| 2007-2008  | HK Dinamo Moscou           | Superliga  | 50    | 4                | 9                | 13               | 89               | 9                | 1 | 6                    | 7                    | 35                   |                      |                      |
| 2008-2009  | Flames de Calgary          | LNH        | 58    | 2                | 17               | 19               | 59               | -                | - | -                    | -                    | -                    |                      |                      |
| 2009-2010  | Flames de Calgary          | LNH        | 82    | 11               | 19               | 30               | 81               | -                | - | -                    | -                    | -                    |                      |                      |
| 2010-2011  | Flames de Calgary          | LNH        | 82    | 8                | 35               | 43               | 67               | -                | - | -                    | -                    | -                    |                      |                      |
| 2011-2012  | Flames de Calgary          | LNH        | 61    | 9                | 18               | 27               | 75               | -                | - | -                    | -                    | -                    |                      |                      |
| 2012-2013  | Flames de Calgary          | LNH        | 47    | 4                | 11               | 15               | 40               | -                | - | -                    | -                    | -                    |                      |                      |
| 2013-2014  | Flames de Calgary          | LNH        | 64    | 14               | 33               | 47               | 63               | -                | - | -                    | -                    | -                    |                      |                      |
| 2014-2015  | Flames de Calgary          | LNH        | 61    | 11               | 37               | 48               | 37               | -                | - | -                    | -                    | -                    |                      |                      |
| 2015-2016  | Flames de Calgary          | LNH        | 82    | 21               | 35               | 56               | 54               | -                | - | -                    | -                    | -                    |                      |                      |
| 2016-2017  | Flames de Calgary          | LNH        | 81    | 12               | 27               | 39               | 59               | 4                | 0 | 1                    | 1                    | 2                    |                      |                      |
| 2017-2018  | Flames de Calgary          | LNH        | 82    | 13               | 25               | 38               | 63               | -                | - | -                    | -                    | -                    |                      |                      |
| 2018-2019  | Flames de Calgary          | LNH        | 78    | 17               | 57               | 74               | 69               | 5                | 0 | 2                    | 2                    | 0                    |                      |                      |
| 2019-2020  | Flames de Calgary          | LNH        | 60    | 5                | 26               | 31               | 34               | 10               | 0 | 3                    | 3                    | 12                   |                      |                      |
| 2020-2021  | Flames de Calgary          | LNH        | 56    | 9                | 17               | 26               | 14               | -                | - | -                    | -                    | -                    |                      |                      |
| 2021-2022  | Kraken de Seattle          | LNH        | 55    | 6                | 17               | 23               | 47               | -                | - | -                    | -                    | -                    |                      |                      |
| 2021-2022  | Maple Leafs de Toronto     | LNH        | 20    | 2                | 10               | 12               | 10               | 7                | 0 | 2                    | 2                    | 6                    |                      |                      |
| 2022-2023  | Maple Leafs de Toronto     | LNH        | 78    | 4                | 20               | 24               | 53               | 11               | 0 | 2                    | 2                    | 7                    |                      |                      |
| 2023-2024  | Maple Leafs de Toronto     | LNH        | 46    | 3                | 6                | 9                | 49               | -                | - | -                    | -                    | -                    |                      |                      |
| Totaux LNH | Totaux LNH                 | Totaux LNH | 1 148 | 158              | 419              | 577              | 918              | 41               | 1 | 10                   | 11                   | 27                   |                      |                      |

### En équipe nationale
| Année | Compétition          |   | PJ | B | A | Pts | Pun | +/-            |  | Résultat |
| 2010  | Championnat du monde | 7 | 3  | 1 | 4 | 10  | +2  | Septième place |  |          |

## Récompenses

### Ligue de hockey de l'Ontario
- 2013 : sélectionné dans la première équipe d'étoiles des recrues

### Flames de Calgary
- 2012 : récipiendaire du trophée J.R.-« Bud »-McCraig

### Ligue nationale de hockey
- 2014-2015 : participe au 60e Match des étoiles de la LNH
- 2015-2016 : 
  - participe au 61e Match des étoiles de la LNH
  - récipiendaire du trophée de la Fondation de la LNH
- 2018-2019 : 
  - remporte le trophée James-Norris
  - sélectionné dans la première équipe d'étoiles
- 2019-2020 :
  - participe au 65e Match des étoiles de la LNH
  - récipiendaire du trophée Mark-Messier

### Autres
- 2017 : récipiendaire du Prix humanitaire Muhammad Ali[7]

## Transactions
- 6 juillet 2004 : signe un contrat comme agent-libre avec les Flames de Calgary.
- 21 juillet 2021 : repêché par le Kraken de Seattle lors du repêchage d'expansion de la LNH